# EPIA

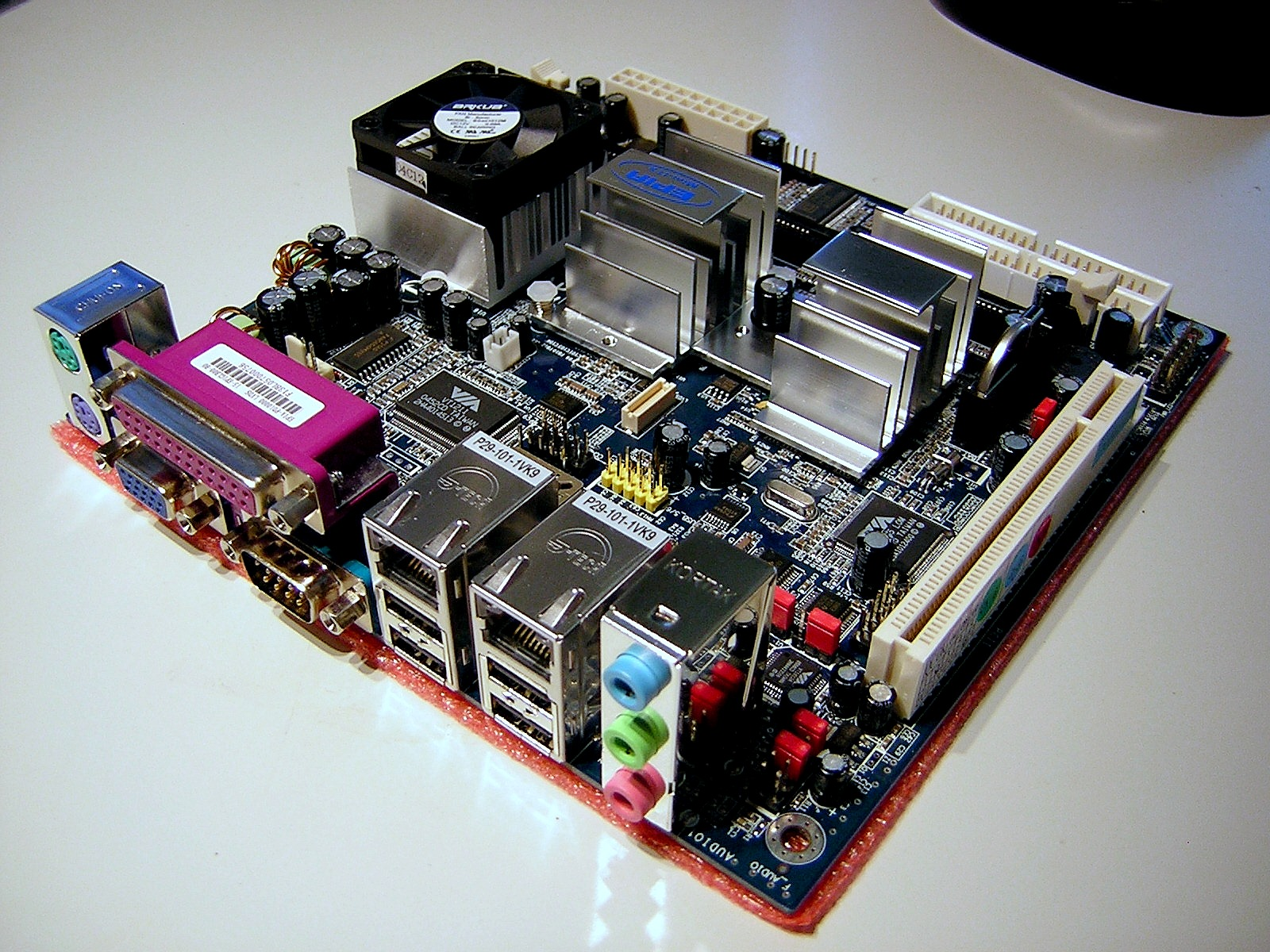
Płyta główna VIA EPIA PD-10000

EPIA – zintegrowany chipset firmy VIA Technologies skonstruowany dla miniaturowych płyt głównych.
Występuje dla formatu Mini-ITX, Nano-ITX, oraz Pico-ITX. Produkowanie tak małych płyt głównych (wymiary Pico-ITX to 10cm x 7.2cm) jest spowodowane popularyzacją miniaturowych komputerów. 
EPIA posiada wbudowany procesor VIA C3, VIA C7 lub VIA EDEN oraz mostek północny z kartą dźwiękową VIA Vinyl Audio (5.1, AC'97). Posiada co najwyżej jeden port PCI.